# Волков Євгеній Миколайович
Євгеній Волков (1864—1933) — генерал-лейтенант російської імператорської армії (1913); губернатор Чорноморської губернії (1901—1904), перший в історії градоначальник Москви (1905), губернатор Таврійської губернії (1905—1906).

## Біографія

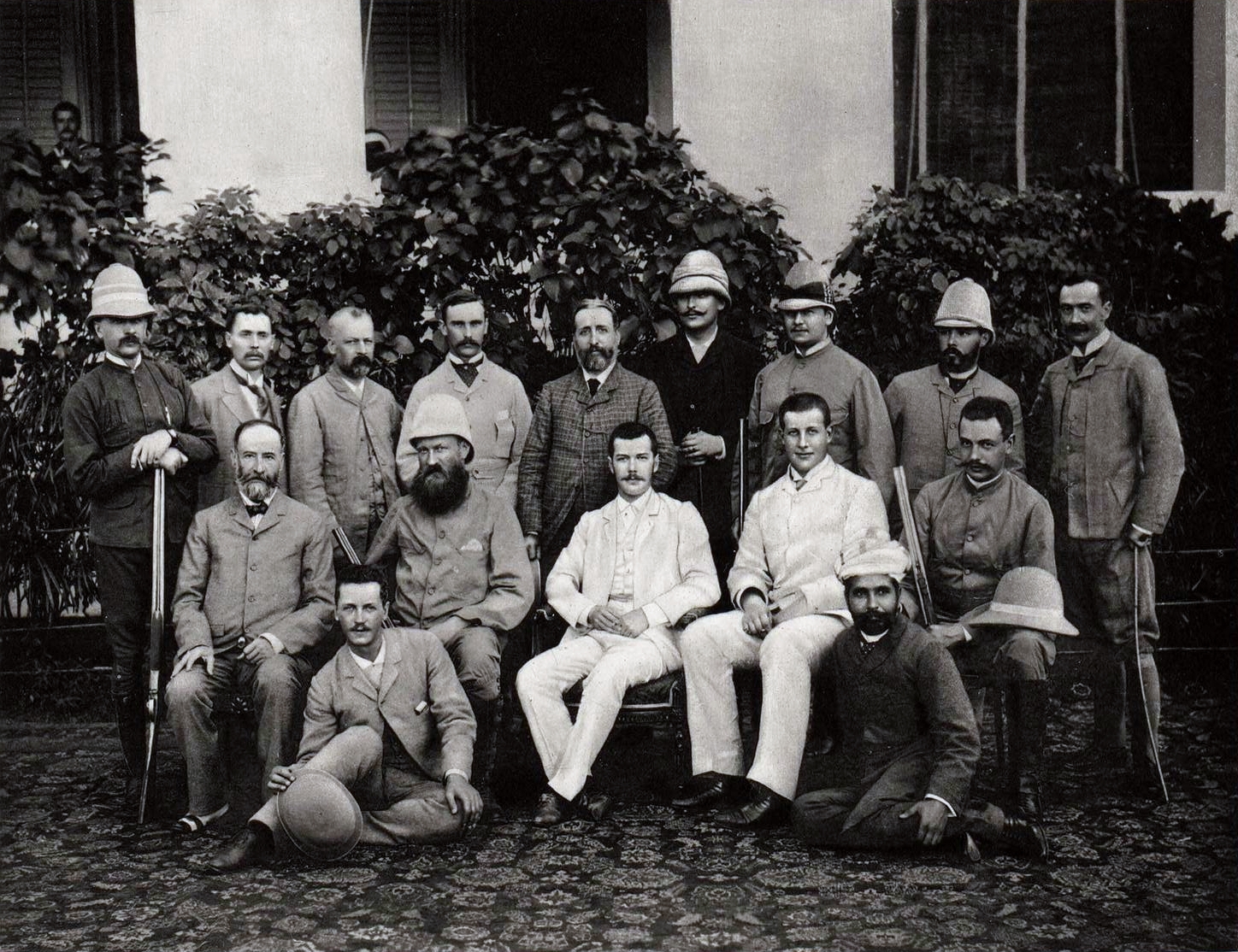
Цесаревич Микола (в центрі) у Мадрасі. Штабс-ротмістр Є. Волков — крайній праворуч у середньому ряду. 1890 рік

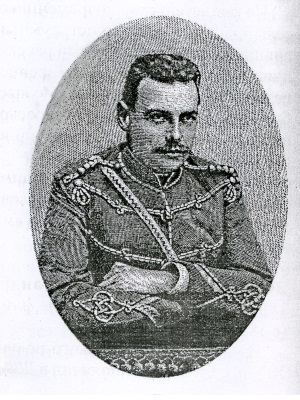
е. н. Волков у формі Лейб-гвардії Гусарського полку

### Походження та ранні роки
Народився 16 червня 1864 року в Пскові у дворянській родині роду Волкових. Батько — Микола Волков (1810—1869), псковський губернський предводитель дворянства, художник-портретист, директор Академії образотворчих мистецтв у Варшаві (1854), нащадок В. Римського-Корсакова та І. Неплюєва . Мати — Єлизавета (1840-?) — Дочка генерал-майора Є. Самсонова, стояла біля витоків «Майського союзу» (1898 р.)), одного з перших у Росії екологічних товариств. Микола був старший за свою дружину на тридцять років і мав від першого шлюбу трьох синів — Степана, Олександра та Костянтина. Сім'я жила взимку в Пскові, а влітку в заміських маєтках сіл Єлизаветине та Гусліщі, крім того, родина часто і довго жила за кордоном. Батько Євгена помер, коли тому було п'ять років, і його мати одружилася з Миколою Вагановим, чиновником особливих доручень при міністрі імператорського двору та уділів, організатором одного з перших у Росії пожежних товариств.

### Навчання та військова служба
В 1882 Євген закінчив Миколаївський кадетський корпус, а в 1884 завершив навчання в Миколаївському кавалерійському училищі. Завдяки протекції вітчима, який зміг домогтися, що міністр імператорського двору та наділів І. Воронцов-Дашков звернувся з проханням допомогти пасинку свого співробітника до імператриці Марії Федорівни, Євгеній у чині корнета був у 1884 році зарахований до Кавалердський полк, а згодом — у лейб-гвардії Гусарський полк (з 14.08.1884). Поручник (з 30.08.1888), штабс-ротмістр (з 30.08.1889), ротмістр (з 30.08.1891), полковник (з 06.12.1896). Був командиром ескадрону (4 міс. 5 д.), полковим ад'ютантом (11 д.), командиром ескадрону Його Величності (4 р. 10 міс.), помічником командира полку з господарської роботи (19.12.1897-20.03.1900).
Спадкоємець престолу Микола Олександрович у рамках програми своєї військової освіти два літні сезони проходив службу командиром ескадрону Лейб-гвардії Гусарського полку, тим самим ескадроном, яким до нього командував Є. Волков. Виконував делікатні доручення цесаревича; зокрема, передавав листи та організовував його зустрічі з М. Кшесінською. Мало того, Микола, таємно приходячи в будинок Кшесинської, видавав себе для її прислуги за Волкова. Майбутній імператор після закінчення служби в полку подарував Волкову золотий портсигар з факсиміле: «Євгену Миколайовичу Волкову від ескадронного командира Миколи». Також спадкоємець престолу запросив Волкова супроводжувати його у подорожі на Схід (весь почет у подорожі був призначений імператором Олександром III і лише Волкова Микола вибрав сам як свого друга). Разом із цесаревичем Миколою у 1890—1891 роках Є. Волков відвідав Австро-Угорщину, Італію, Грецію, Єгипет, Індію, Китай, Сіам, Японію, а потім із Владивостока через весь Сибір повернувся до Санкт-Петербурга.

### Чорноморський губернатор
У квітні 1900 року був призначений імператором Миколою II віце-губернатором Чорноморської губернії (6.04.1900-17.11.1901), вже наступного року став Чорноморським губернатором (17.11.1901-01.01.1905). У грудні 1902 року підтримав ідею створення щоденної губернської газети «Чорноморське узбережжя» і став її неофіційним цензором. Завдяки адміністративним зусиллям Волкова в Новоросійську було збудовано Народний дім — місце, де після роботи збиралися робітники. Тут читалися книги, влаштовувалися аматорські спектаклі та концерти. До кінця 1902 року в Новоросійську було споруджено бетонну набережну з тротуаром. З ім'ям Волкова пов'язано і влаштування бульвару по вулиці Раєвській (нині вулиця Новоросійської Республіки). Також завдяки Волкову губернському центру було виділено кошти на пошук джерел води та розробку проєкту водопроводу з Цемеської долини до міських кварталів. З ініціативи губернатора з 1902 року в Новоросійську відкрився міський громадський банк, який став видавати кредити промисловцям, купцям та сільгоспвиробникам, а до початку 1905 року у місті було вже сім банків. У 1904 році, за власною вказівкою Є. Волкова, було видано довідковий посібник з Чорноморської губернії. Генерал-майор з 6 квітня 1903 року. Почесний громадянин міста Новоросійська (13.01.1905).

### Градоначальник Москви
1 січня 1905 року в Москві Найвищим указом було скасовано посаду генерал-губернатора і замість неї з'явилася посада градоначальника. Першим градоначальником Москви став Є. Волков (з 16 січня 1905 року). Як писав у своїх спогадах В. Джунковський: « …Новий градоначальник генерал-майор Волков жодних нововведень чи змін щодо поліпшення служби поліції не вніс. Єдино, всі помітили, що він став їздити по Москві не в мундирі, а в сюртуку, як простий обиватель, і виїзд з пристяжной замінив виїздом у дишло, що було дуже незвично для ока московського обивателя. За час свого градоначальства він нічим себе не виявив, і підлеглі так і не впізнали його вимог. Його призначення до Москви у такий час було якимось непорозумінням».
У Москві на той час існувала практика, введена попередником Є. Волкова (Великим князем Сергієм Олександровичем), перекривати вуличний рух у місті для проїзду екіпажу генерал-губернатора. 4 лютого 1905 року Волков видав наказ, що забороняв подібне: « Проїжджаючи містом, я побачив, що деякі постові міські, помітивши моє наближення, поспішно зупиняють рух екіпажів, звільняючи шлях для мого проїзду. Знаходячи, що підтримування правильного руху екіпажів, за вимогами обов'язкових постанов Міської Думи… цілком достатньо для усунення труднощів у вуличному русі і що при точному виконанні цих вимог всякі поспішні, екстрені заходи до звільнення проїздів з'являться зайвими, пропоную приставам роз'яснити міст кожен час, так і за моїх проїздів обмежувалися лише підтримкою встановленого порядку руху». За збігом, у день видання цього наказу в карету Сергія Олександровича було кинуто бомбу і його було вбито.
Після вбивства в Москві Великого князя, що почалися страйків робітників і виступів студентів, і через нездатність Волкова навести лад у місті, була знову повернена посада генерал-губернатора, але посаду градоначальника скасовано не було. І 14 квітня 1905 року генерал-губернатором Москви став колишній обер-поліцеймейстер Москви та градоначальник Петербурга генерал від кавалерії А. Козло. Призначення Козлова викликало звільнення генерал-майора Волкова (18.04.1905) (на місце градоначальника Москви було призначено генерал-майора П. Шувалов).

### Губернатор Тавриди
18 квітня 1905 року Волков був призначений губернатором Таврійської губернії. Товариш (заступник) міністра внутрішніх справ В. Трепов (колишній таврійський губернатор) радив своєму наступнику оголосити в краї військовий стан, але Є. Волков відмовився, вважаючи, що в політичній обстановці, що склалася, немає «нічого виняткового, а тим більше загрозливого державної безпеки». Проте, у травні 1905 року Волков оголосив у Криму режим «посиленої охорони», що передбачає заборону несанкціонованих зборів, низки друкованих видань, висилку політично неблагонадійних і «шкідливих» громадян інших регіонах імперії, заборона продажу зброї тощо.
За радянським дослідником В. Радовим, для розгону демонстрацій Волков використовував не сили поліції, а організовані за його вказівкою кримською жандармерією групи «переконаних патріотів» (у Феодосії — з портових вантажників, у Сімферополі та Ялті — з будівельників). Вперше така тактика була застосована Волковим 19 вересня 1905, де його «патріоти» побили і розігнали демонстрантів. Надалі Волков, за Радовим, неодноразово по всьому Криму використовував своїх «патріотів», які влаштовували погроми на мітингах та вуличних демонстраціях. Проте за українським істориком Віктором Корольовим, уявлення, що поліція за вказівкою губернатора Волкова організовувала погромників, є «спотвореним поданням у радянській літературі» та «перевертанням фактів з ніг на голову».
Найбільш спірною залишається роль Волкова у подіях 18-19 жовтня 1905 року у Сімферополі, що призвели до єврейського погрому. 18 жовтня 1905 року в Сімферополі Волков з балкона свого будинку привітав і благословив патріотичних маніфестантів і виділив їм оркестр. Незабаром, неподалік будинку губернатора, колона «патріотів», що йде з оркестром і портретами імператора, зустрілася з учасниками демонстрації, присвяченої «Маніфесту 17 жовтня». Один єврей-революціонер з палицею в руках спробував заволодіти портретом царя, а один з монархістів хотів вихопити червоний прапор, у дівчини, що його несла, і вдарив її. З боку «патріотів» пролунали крики «Бий жидів!», але великого зіткнення в цей момент не відбулося, ходи розійшлися.
Революційна демонстрація вирушила до міського саду, де влаштувала мітинг. Натовп же «патріотрів» вдруге вирушив до губернаторського будинку. Двоє представників «патріотів» Мальчевський і Канакі зайшли до губернаторського будинку, а через деякий час вибігли звідти в натовп із радісними криками: «Дозволено!» та «Бий жидів!». Натовп «патріотів» заблокував вхід до міського саду, де проходив революційний мітинг, і пропускав туди лише озброєних палицями молодих людей. Почалася перестрілка та розправа над революціонерами, їх жорстоко били, цілячись у голови, вибираючи виключно євреїв. В результаті зіткнення було вбито 47 осіб. Поліція не просто не діяла при побитті, а, навпаки, поліцейські агенти самі підказували погромникам, кого саме з демонстрантів треба бити. За судовим звітом свідки показали, що під час погромів губернатор Волков сидів на балконі зі своєю родиною і спокійно спостерігав за тим, що відбувається.
Натовп виплеснувся на вулиці Сімферополя, де почався погром установ, де сховалися революціонери, а також єврейських магазинів, крамниць, майстерень. У місті спалахнули пожежі. Поліцейські та військові спочатку залишалися лише сторонніми спостерігачами, не припиняючи дії натовпу. За свідченнями свідків подій, під час погромів вулицями проїжджав губернатор і погромники перед ним розкланювалися. Свідки повідомляли, що погромники кричали, що «губернатором дозволено 3 дні громити». Жертвами погромів стали 43 євреї, 20 караїмів, вірмен та росіян.
19 жовтня 1905 року у Феодосії погромники облили гасом і підпалили 3-поверхову будівлю, де проходили революційні збори. Приречені на смерть люди, вистрибували з даху, вікон другого і третього поверхів до рук озвірілого натовпу, що підбадьорюється поліцією. Як писав «Кримський вісник», «[натовп] переслідував кожного, хто вирвався із зали і вбивав на місці».
У листопаді 1905 року в губернії почалися заворушення та виступи моряків Чорноморського флоту та солдатів севастопольського гарнізону. Ці події спричинили те, що губернатор Є. Волков «захворів нервовим розладом». 3 січня 1906 року Є. Волков подав у відставку.
Слідство у справі єврейських погромів у Сімферополі тривало майже півтора роки, під час якого було встановлено вину 29 погромників та 8 поліцейських. Вина губернатора Волкова у подіях доведена не була. Те, що трапилося в Сімферополі, набуло всеросійського розголосу завдяки репортажу про судовий процес, опублікованому в газеті «Речь».

### Подальша служба
З січня 1906 року працював у міністерстві внутрішніх справ (03.01.1906-28.05.1906), потім у міністерстві імператорського двору (28.05.1906-03.06.1906). З червня 1906 року обіймав різні посади в кабінеті Його Імператорської Величності: виправляє справи помічника керуючого кабінетом Його Імператорської Величності (03.06.1906-16.03.1907), помічник керуючого кабінетом Його Імператорської Величності та завідувач земельно-заводського відділу (16.03.1907-13.08.1909). У період з 1909 по 1917 рік — керуючий кабінетом Його Імператорської Величності (13.08.1909-25.04.1917). З 1910 — генерал-майор світи Його Імператорської Величності. Генерал-лейтенант з 6 грудня 1913 року.
25 квітня 1917 року, що числиться за гвардійською кавалерією, керуючий колишнім імператорським кабінетом, генерал-лейтенант Волков був звільнений від служби, через хворобу, з мундиром і пенсією.

### Після 1917 року
Учасник Білого руху у складі Збройних сил Півдня Росії. З кінця січня до березня 1919 — військовий губернатор Чорноморської губернії. Емігрував із Росії. У 1920-і роки жив Боснії в Королівстві Югославія; в Іліджі (передмісті Сараєво) організував великий лісопильний завод. Помер у 1933 році в Ніцці. 21 січня 1934 року в Парижі в соборі Олександра Невського на вулиці Дарю відбулася панахида Є. Волкову, організована його колишніми однополчанами по лейб-гвардії гусарському полку.

## Сім'я
Був одружений з 1892 року. Дружина його Віра (до шлюбу Свічина, дочка генерала від інфантерії А. Свічина) запам'яталася в Чорноморській губернії своїми благодійними починаннями.
Син Микола (21.02.1893-3.12.1959) у 1914 році одружився з князівною Катериною Голіциною (1893—1971, сестра Б. Голіцина), в еміграції став іменуватися на німецький манер Wolk zu Wolkenstein, помер у Монтевідео.

## Нагороди
Нагороди Російської імперії:
- Орден Святого Володимира ІІІ (1907) та ІІ ступенів (1915)
- Орден Святого Станіслава III (1889), II (1896) та I ступенів (1910)
- Орден Святої Анни III (1893), II (1899) та I ступенів (1913)
- Медаль «На згадку царювання імператора Олександра III»[25]
- Медаль «На згадку про коронацію Імператора Миколи II»[25]
- Медаль «На згадку про 300-річчя царювання будинку Романових»[25]

Нагороди іноземних держав:
- Орден Вранішнього сонця (Велика Японська імперія, 1891)
- Орден Залізної корони III ступеня (Австро-Угорська імперія, 1891)
- Орден Спасителя IV ступеня (Грецьке королівство, 1891)
- Орден «Святий Олександр» IV ступеня (Болгарське князівство, 1896)
- Офіцерський хрест ордена Почесного легіону (Французька республіка, 1897)
- Орден Корони Румунії III ступеня (Румунське королівство, 1899).

## Пам'ять
- На честь Е. Волкова на початку XX століття була перейменована вулиця Олександрівська в Новоросійську, але пізніше вона знову змінила назву на Чорноморська[26].
- У жовтні 2014 року нова вулиця у південному внутрішньоміському районі Новоросійська отримала назву вулиця ім. губернатора Є. Волкова[27].
- У лютому 2019 року в Новоросійську відкрито бронзову пам'ятку Є. Волкову (скульптор Олександр Суворов)[28]. Пам'ятник встановлений на площі біля бізнес-центру «Чорноморський» (колишній готель «Чорноморський»), який межує з площею Героїв[29].

## Публікації про Є. Вовкова
- Герасименко А. Черноморский губернатор Е. Н. Волков.// Аргонавт. Черноморский исторический журнал. — 2007. — № 1. — С. 39.